# Centre des loisirs Michel-Veillette
Pour les articles homonymes, voir Veillette.
Le centre des loisirs Michel-Veillette est un complexe aménagé pour des activités sportives et autres types de loisirs, qui est situé au numéro 10607 chemin Sainte-Marguerite, au cœur de l'arrondissement Pointe-du-Lac, de la ville de Trois-Rivières, au Québec, au Canada. Ce centre des loisirs est situé derrière la caserne de pompiers et adossé au Parc des Seigneurs de la ville de Trois-Rivières.
Depuis son ouverture en novembre 2014, le complexe de loisirs Michel-Veillette offre des locaux au service des groupes sociaux de Pointe-du-Lac. Cette bâtisse dédiée aux loisirs des groupes sociaux a été inaugurée le 12 octobre 2015.

## Bâtisse
La construction de ce centre des loisirs avait été annoncée en conférence de presse le 23 avril 2012 par les autorités de la ville de Trois-Rivières. Finalement, ce centre de loisirs a coûté près de 2 millions$; le gouvernement du Québec a contribué avec environ 852 000$.
Une œuvre d'art colorée de l'artiste Daniel Dutil, personnifiant trois personnages en mouvement, a été apposée sur la façade du centre des loisirs. Cette œuvre représente des sportifs originaires de Trois-Rivières, dont la joueuse de soccer Pascale Pinard et le boxer Mikaël Zewski. Cette a pu être réalisé par l'artiste par la technique de la chronophotographie qui consiste à prendre plusieurs photos, afin de représenter fidèlement les mouvements des athlètes.

## Toponymie
Le toponyme centre des loisirs Michel-Veillette évoque la mémoire de Michel Veillet (1945-2019). Il s'est distingué dans l'espace public par sa grande implication dans l'organisation des sports et loisirs à Pointe-du-Lac. Il a été notamment l'instigateur de ce projet de centre de loisirs.
Comme propriétaire d'un garage (carrosserie et débosselage) exploité depuis 1973 et établi sur la route 138 à Pointe-du-Lac, Michel Veillette a parrainé à maintes reprises des équipes de balle donnée et de ballon-balai; puis il a soutenu l'équipe de baseball "Les Seigneurs" de Pointe-du-Lac dans la CBRM. Il a été entraîneur d'équipes mineures de hockey et a aussi contribué à l'implantation du soccer à Pointe-du-Lac. Avec d'autres bénévoles de Pointe-du-Lac, il a mis sur pied l'organisme à but non lucratif "Les Seigneurs". Cet organisme fournit les équipements nécessaires à la pratique de leur sport respectif aux jeunes sportifs moins favorisés. Cette œuvre se manifeste soit au bénéfice de jeunes sports ou à l'égard des équipes sportives. Cet organisme appuie aussi les initiatives ou projets sportifs de l'école de Pointe-du-Lac. Cet organisme redistribue les profits aux organismes sportifs ou communautaires du milieu.
Michel Veillette a aussi été président du Regroupement des bingos de Trois-Rivières et a instauré la Table de concertation des bingos de Pointe-du-Lac. À titre de Président du comité des loisirs de Pointe-du-Lac, Michel Veillette s'était impliqué dans la réalisation du complexe sportif Pavillon des Seigneurs, situé au 10 555 chemin Sainte-Marguerite, avec la collaboration de Yvon Picotte, député provincial de cette époque, de même qu'à l'aménagement des terrains sports entourant ce pavillon.
En sus, Michel Veillette a été conseiller municipal de 2001 à 2013, représentant le district de Pointe-du-Lac à la nouvelle ville de Trois-Rivières, après la fusion municipale effective au 1er janvier 2002. Lors de son premier mandat, il s'est impliqué grandement à l'organisation du transport en commun dans Pointe-du-Lac. À la ville de Trois-Rivières, il est parmi les conseillers municipaux cumulant le plus grand nombre de comités et de désignations. Il a notamment siégé au groupe de travail sur le développement et l'aménagement du territoire, au comité consultatif d'uranisme, à l'Unité régionale des loisirs et des sports, au groupe de travail sur les loisirs, le sport et les services communautaires, au comité sur le tourisme sportif et de loisir, au groupe de travail sur les travaux publics, à celui des services techniques, au comité de circulation ainsi qu'au comité du Grand Prix de Trois-Rivières.
Michel Veillette reçut le 30 mai 2018 la médaille de l'Assemblée nationale (Québec) par le député Marc H. Plante en présence du premier ministre du Québec, Philippe Couillard,.
Natif de Québec (ville), Michel Veillette vécut sa jeunesse à Saint-Stanislas et Sainte-Anne-de-la-Pérade. Sa famille habite Pointe-du-Lac depuis 1973 dans la zone de Baie-Jolie. Michel Veillette prit réellement sa retraite en fin 2013, soit au terme de son troisième mandat comme conseiller municipal.